# Бороздин, Михаил Михайлович
Михаи́л Миха́йлович Борозди́н 1-й (8 июля 1767, Псковская губерния — 14 октября 1837, Симферополь) — русский военачальник, генерал-лейтенант (5.11.1799), старший брат генералов А. М. Бороздина и Н. М. Бороздина.

## Биография
Порховский Псковской губернии помещик. Принадлежал к дворянскому роду Бороздиных. Родился в семье генерал-поручика Михаила Саввича Бороздина (1740—1796) и Анастасии Андреевны, урождённой Крекшиной.
В 1773 году записан в Артиллерийский и Инженерный шляхетский корпус. 19 сентября 1773 — Записан капралом в лейб-гвардии Семеновский полк. 7 июня 1780 — Поступил на действительную военную службу в лейб-гвардии Семеновский полк сержантом. 1 января 1784 — Произведен в прапорщики.
В 1784 году окончил Артиллерийский и Инженерный шляхетский корпус. Выпущен в артиллерийскую команду лейб-гвардии Семеновского полка. В 1788—1790 годах участвовал в русско-шведской войне. 5 марта 1790 — Переведен из капитан-поручиков лейб-гвардии подполковником в 1-й морской батальон.
В 1791 году волонтером участвовал в русско-турецкой войне в составе корпуса Н. В. Репнина. Участвовал в сражении под Мачином.
В 1794 году участвовал в подавлении Польского восстания. 1 января 1795 — Полковник за отличие в боях. Командир Елецкого мушкетерского полка. 29 ноября 1797 — Генерал-майор, шеф Астраханского гренадерского полка.
С назначением в полк шефом Наследного Принца Мекленбургского стал командиром полка (занимал должность до 13 мая 1799).
В 1799 году полк Бороздина включен в состав десанта, отправляющегося в Средиземное море. Участвовал в боях с французскими войсками на Ионических островах. 5 ноября 1799 — Генерал-лейтенант за отличие в боях. 7 ноября 1799 — 11 марта 1800 — Комендант г. Вильно.
11 марта — 3 мая 1800 — Шеф Тенгинского мушкетерского полка. 10 сентября — 6 октября 1800 — Шеф Смоленского мушкетерского полка. В 1800—1802 годах командовал Неаполитанской королевской гвардией и морскими десантными частями в Палермо.
10 сентября 1800 — Киевский военный губернатор и инспектор Украинской инспекции.
28 декабря 1803 — 22 апреля 1812 — В отставке. 1810—1811 — предводитель дворянства Псковской губернии. Май 1812 — Командир VIII корпуса в составе 2-й Западной армии генерала князя П. И. Багратиона. Участвовал в Отечественной войне, в сражениях при Смоленске, Шевардине, Бородинском сражении (в районе деревни Семеновское), под Тарутином, Малоярославцем, Красным. 20 октября 1812 — Награждён орденом Св. Георгия III степени за отличия. Ноябрь 1812 — Специальный уполномоченный по приведению в порядок тыла армии.
В 1813 году во время осады Данцига командовал сводным отрядом из частей 6-й, 25-й и 21-й дивизий, а затем возглавил временный гарнизон города.
10 декабря 1814 — Начальник 27-й пехотной дивизии.
28 декабря 1816 — Вышел в отставку по болезни.
Масон, член военно-походной ложи «Военной верности»; казначей ложи «Соединённые друзья», член капитула «Феникс».
После отставки, жил в Петербурге или в своём крымском имении «Карасан», где он одним из первых, стал использовать свои земли для выращивания винограда.
Скончался в 1837 году в своем доме в Симферополе. Похоронен на Старом кладбище в Симферополе.

## Награды
- Орден Святой Анны 1 степени (1812);
- Орден Святого Георгия 3 степени (1812);
- Орден Святого Владимира 2 степени (1813)

## Семья
В 1794 году женился первым браком на вдове графине Дюмонте (Guillin du Мontet), имевшей двух дочерей (одна из них была за графом Эстергази, а вторая — за бароном Эглофштейн). Их сын Константин (1797—17.09.1799).
Овдовев, 30 апреля 1816 года вступил в брак с Екатериной Александровной Шемякиной (1787—26.06.1828), дочерью надворного советника, откупщика Александра Никитича Шемякина (1765—1807) от брака с Марией Ивановной Апайщиковой (1771—07.04.1793). Умерла от рака груди в 1828 году, похоронена на кладбище в церкви Св. Духа в Александро-Невской лавре.Дети:
- Андрей (умер в юношестве);
- Анна (1819—1883), с 1836 года фрейлина, с 1839 года замужем за Николаем Раевским-младшим.